# Brian Williamson
Brian Williamson, född 4 september 1945, död 9 juni 2004, var en jamaicansk HBT-aktivist och medskapare till Jamaicas forum för homosexuella, J-Flag. Han var känd för att personligen inhysa och se efter homosexuella i Jamaica. 

## Biografi
Williamson föddes i en övre medelklassfamilj på landsbygden i Saint Ann Parish. Inledningsvis övervägde han att bli präst i den romersk-katolska kyrkan och studera för en sådan post i Montego Bay, men bestämde sig så småningom att inte göra det. 1979 började han ägna sig åt homosexuellas rättigheter på Jamaica och han blev den första personen som gjorde det offentligt. Ursprungligen erbjöd Williamson sin lägenhet i Kingston som ett utrymme där gayjamaicaner kunde mötas ungefär var fjortonde dag. I början av 1990-talet köpte han en stor fastighet på New Kingstons gentrifierade Haughton Street och omvandlade en del av denna byggnad till en gaynattklubb som han kallade Entourage. Många av dem som deltog i klubben arbetade på stadens utländska ambassader. Även om polisen försökte stänga den, förblev klubben öppen i två år tills Williamson attackerades av en beskyddare som bar en kniv, som användes för att skada Williamsons arm. Även om sexuella relationer mellan män var olagliga på Jamaica var Williamson öppet homosexuell.
Williamson och andra medlemmar i Jamaicas lesbiska, homosexuella, bisexuella och transpersoner (LGBT) bestämde sig för att bilda en organisation för att kämpa för sina rättigheter, vilket resulterade i inrättandet av Jamaica Forum for Lesbians, All Sexuals, and Gays (J-FLAG) i december 1998. Williamson blev gruppens offentliga ansikte och uppträdde i radiopratarprogram och tv-program som Perspective and Nationwide, där han argumenterade mot homofobi och efterlyste större regeringsinvesteringar för att ta itu med hiv/aids-pandemin. Till skillnad från de flesta andra HBT-rättighetsaktivister på Jamaica försökte Williamson inte skydda sig själv genom att använda en pseudonym, dölja sin röst eller dölja sitt utseende. Mot bakgrund av fientlighet och hot om våld lämnade Williamson Jamaica och flyttade till Kanada och sedan England, innan han återvände till Jamaica 2002. Där flyttade han in i en lägenhet i sin Haughton Street-förening och bestämde sig för att ta en förnyad roll inom Jamaicas HBT-rättighetsrörelse. Han bodde i ett rum i sitt flerbostadshus och hyrde ut ett antal andra rum.

## Mord
Eftersom han var ekonomiskt välmående kunde Williamson ofta erbjuda pengar eller udda jobb till sina bekanta i HBT-samhället. Bland dem som Williamson blev vän med var Dwight Hayden, en homosexuell i mitten av 20-talet som hade använt crack-kokain före 2002 och som lokalt var känd som "Dog" och "Swong". De träffades i New Kingston och Williamson hjälpte Hayden honom genom att köpa tidningar som Hayden sedan kunde sälja på gatorna. Enligt en av Williamsons kamrater, Desmond Chambers: "Jag har sett [Hayden] här ungefär sex gånger (och) allt som han vill ha, ger Brian honom. Brian ger honom pengar, Brian ger honom mat och hjälper honom att köpa (tidningar) att sälja på vägen. Den 7 juni 2004 anlände Hayden till Williamsons lägenhet med en annan man; Williamson välkomnade dem och erbjöd dem Guinness öl. Hayden bad Williamson om pengar, vilket denne gick med. Han skulle få tillbaka dem senare på kvällen. Då angrep Hayden Williamson med en machete, med hugg mot nacke och ansikte cirka sjuttio gånger.
Williamsons kropp upptäcktes av Chambers ungefär 11.15. Han märkte att luftkonditioneringen hade lämnats på, något som det var osannolikt att Williamson hade gjort, och han insåg sedan att Williamsons sovrumsdörr hade lämnats på glänt. Han undersökte vidare, öppnade dörren och upptäckte att Williamsons lik låg med magen ner mot golvet med flera stickhål i nacken och omgiven av en blodpöl. Williamsons hund sprang omkring i rummet och skällde.
Fader Michael Lewis från Stella Maris Church besökte platsen för brottet. Han åtföljdes av Williamsons syster Gradryn Williams. Hon övertygades av Williamsons vänner att hon inte skulle titta på kroppen. Folkmassor samlades utanför hyreshuset. Det var personer som skrattade och firade Williamsons död. Några av det församlade personerna ropade sådant som "Det här skulle ha skett för länge sedan", "Bögen har blivit dödad", "Låt oss ta dem en i taget", "Det är vad du fick för din synd" och "Batty man fi dead! " ("Bögar borde dö!"). Andra sjöng "Boom Bye Bye", taget från en dancehall-låt av Buju Banton, som handlar om skjutning och bränning av homosexuella män. Rebecca Schleifer, en forskare hos Human Rights Watch (HRW), hade ett möte med Williamson planerat just den dagen och kom till hans hem, där hon såg den samlade folkmassan. Hon noterade att "Det var som en parad. De festade."

## Polisutredning och fällande dom
Polisen gjorde ett uttalande där de berättade att de letade efter två män som Chambers hade observerat i Williamsons lägenhet före hans död. Assistent Devon Hugh Williams från Constabulary Communication Network (CCN) informerade pressen om att polisen misstänkte att motivet till attacken hade varit rån; som bevis som pekade på det faktum att Williamsons lägenhet hade blivit genomsökt och ett föremål avlägsnat. Både Williamsons vänner och orgamisationer för mänskliga rättigheter föreslog emellertid att - med tanke på Williamsons status som en öppet homosexuell man - rån kan ha varit en sekundär fråga, med homofobi som huvudmotiv bakom brottet. J-FLAG uttryckte sin misstanke om att mordet var ett "hatrelaterat brott", åsikten var att Williamson hade dödats på grund av att han var en offentligt synlig homosexuell man. Amnesty International uppmanade polisen att inte avvisa alternativa möjliga motiv. Amnesty's Piers Bannister informerade pressen att "Vi vet att det finns en hög nivå av homofobi i Jamaica, så det fanns en möjlighet att det var ett hatbrott. Många hatbrottoffer rånas efteråt. Vi säger inte att det inte var ett rån, vi vill bara ha en fullständig utredning."  Schleifer uttalade offentligt att det är "mycket viktigt att undersöka [brottet] grundligt, eftersom det finns riktigt starka indikationer på att det kan ha varit en homofob attack".
Den 11 juni, två dagar efter mordet, arresterade polisen sin misstänkte, Hayden. Han avgav bekände brottet och förklarade sig sedan skyldig i domstol. Haydens juridiska representant, Randolph Williams, uppmanade domaren att visa mildhet, eftersom den misstänkte hade visat ånger för sitt brott från det att han arresterades. Domaren Basil Reid dömde Hayden till livstids fängelse med möjlighet till rättegång efter femton år.

## Reaktion
Efter hans död beskrev Jamaica Observer Williamson som "Jamaicas mest framstående homosexuella aktivist", medan både BBC och The Independent kallade honom landets "mest kända homosexuella rättighetsaktivist", och The Guardians Gary Younge kallade honom "det offentliga ansiktet för homosexuella rättigheter i landet".
Tony Hadn, volontär för J-FLAG, uppgav att Williamson var "så modig". Han slutade aldrig tänka,"åh, jag kan få problem för detta", "så i den meningen var han mycket osjälvisk." Han efterträddes som J-FLAG:s ledare av Gareth Williams, som informerade pressen om att Williamson "var den enda homosexuella i Jamaica som hade modet att visa sitt ansikte på TV, jag var mycket nära honom ... Mordet på honom var verkligen en traumatisk förlust för vårt samhälle." En medlem av J-FLAG uppgav att "Brian Williamson är vår Martin Luther King". Fyra dagar senare höll J-FLAG en minnesceremoni tillägnad Williamson, där nästan två hundra personer deltog. Minnesceremonin innehöll personliga hyllningar, poetry slams och läppsynk till Whitney Houston-låtar.
Den 23 juni höll den brittiska HBT-rättighetsgruppen OutRage! en minnesvaka utanför Jamaicas högkommission i London. Organisationen Outrage!:s ledare Peter Tatchell deltog i vakan, där han proklamerade att den jamaicanska premiärministern, PJ Patterson, "delar ansvaret för vågen av homofobt våld, som kulminerade i mordet på Brian Williamson", eftersom han inte hade lyckats avkriminalisera sexuella aktiviteter mellan personer av samma kön och minimera det homofobiska våldet i det jamaicanska samhället. Miljöpartiets London Assembly-medlem Darren Johnson, Amnesty Internationals Carol Buddd, Big Ups Charles Anglin, UKBlackOuts Andrew Prince och Barry O'Leary från Lesbian and Gay Immigration Group, deltog också. London Gay Men's Chorus deltog och sjöng en tolkning av "Let My People Go".